# Nicolo Rizzuto
 Nicolo Rizzuto  (Cattolica Eraclea, Sicile, 18 février 1924 — Montréal, Québec, 10 novembre 2010), dit Nick Rizzuto, est un membre de la mafia italo-américaine et le patriarche de la famille Rizzuto. Il immigre au Canada en 1954 et s'installe avec sa famille dans la ville de Montréal. Il est le père de Vito Rizzuto, parrain allégué de la Cosa nostra au Canada et chef du clan Rizzuto.

## Jeunesse et début de carrière
Il est né en 1924 dans la province d'Agrigente en Sicile. Son père Vito, part tenter sa chance en Amérique et meurt en 1933 dans des circonstances troubles, à l'allure d'assassinat, dans une carrière de l'État de New York. Nicolo se marie en 1945 à Libertina Manno, fille d'un chef local de la mafia sicilienne.
Nicolo Rizzuto immigre au Canada en 1954 et s'installe avec sa famille dans la ville de Montréal. Il y commence sa carrière mafieuse, en tant qu'associé du clan Cotroni, qui contrôle alors le trafic de la drogue à Montréal dans les années 1970, pour le compte de la famille Bonanno de New York. Cependant, il reste plus étroitement lié avec la Mafia sicilienne, en particulier le clan Contrera-Caruana, qui vient de la même région que lui, dans la province d'Agrigente.

## Guerre de pouvoir entre les clans Cotroni et Rizzuto
Nick Rizzuto se taille des liens avec le crime organisé au Canada, aux États-Unis, au Venezuela et en Italie. Rizzuto aurait apparemment participé, en 1978, au meurtre de Paolo Violi, un bras droit des Bonanno, qui avait été nommé patron de la famille Cotroni par Vic Cotroni. Il remplace alors ce dernier dans l'association faisant entrer l'héroïne corse au Canada et aux États-Unis. Cet événement marque le début du changement de clan à la tête de la mafia montréalaise, passant d'une famille calabraise (clan Cotroni) à une famille sicilienne (clan Rizzuto).
Nick Rizzuto ne se soucie pas beaucoup des commandes formelles et cérémoniales de la famille Cotroni, qui était originaire de la Calabre. Violi s'est plaint du mode opératoire indépendant de ses subalternes siciliens, Nick Rizzuto en particulier. « Il va d'un côté à l'autre, ici et là et il ne dit rien à personne, il fait des affaires et personne ne sait rien », a dit Violi de Rizzuto. Violi demande plus de soldats de ses patrons (les Bonanno), se préparant clairement pour la guerre et le patron de Violi à l'époque, Vic Cotroni, fait la remarque suivante : « après tout, je suis capo decina, j'ai le droit de l'expulser ».
Avant les années 1980, une guerre de territoire entre les factions siciliennes et calabraises de la mafia de Montréal permet aux Rizzuto de prendre tout le contrôle des activités mafieuses de la ville.

## Arrestation
Nick Rizzuto est arrêté le 23 novembre 2006. Avant son arrestation, Rizzuto semblait intouchable par la justice canadienne, même après avoir purgé une peine de cinq ans de prison au Venezuela entre 1988 et 1993, après une condamnation pour possession de cocaïne. Un agent double de la Gendarmerie royale du Canada (GRC) fut plus tard informé que Rizzuto avait été remis en liberté conditionnelle lorsqu'un associé de la famille a livré un pot-de-vin de 800 000 $ CAN aux officiers vénézuéliens. Le 16 octobre 2008, Rizzuto est remis en liberté après avoir purgé deux ans en détention préventive. Il devait être extradé vers l'Italie où il est soupçonné de corruption, de manipulation boursière et d'appropriation de contrats publics par des méthodes mafieuses.

## Famille
Rizzuto a deux petits-fils par son fils Vito et sa femme Giovanna Cammalleri : Leonardo Rizzuto et Nicolo « Nick » Rizzuto Jr. Ce dernier, l'aîné et préféré de Rizzuto pour la succession à titre de parrain de la Mafia montréalaise, est abattu le 28 décembre 2009, à l'âge de 42 ans.

## Décès
Le 10 novembre 2010, le patriarche Nick Rizzuto, à l'âge de 86 ans, est à son tour abattu par un tireur embusqué à l'extérieur, alors qu'il se trouve dans la cuisine de sa résidence avenue Antoine-Berthelet dans l'arrondissement d'Ahuntsic-Cartierville à Montréal,,.

## Influence sur les médias
Les écrivains Antonio Nicaso et Peter Edwards ont publié  Business or Blood: La dernière guerre de la mafia Boss Vito Rizzuto  (2015). Le livre a été adapté à la série télévisée Bad Blood, qui a fait ses débuts dans la ville en 2017.